# Numakaze
Il Numakaze (沼風? lett. "Vento sulla palude") è stato un cacciatorpediniere della Marina imperiale giapponese, quattordicesima unità appartenente alla classe Minekaze. Fu varato nel febbraio o nel maggio 1922 dal cantiere navale di Maizuru.
Spostato in seconda linea durante gli anni 1930, fu integrato nella 1ª Divisione cacciatorpediniere che rimase a lungo relegata a Ominato, base militare delle forze addette alla sicurezza delle acque di Hokkaidō, isole Curili e, dall'estate 1942 all'estate 1943, delle isole Aleutine occupate (Attu e Kiska). Rimase in questo teatro bellico marginale sino alle ultime settimane del 1943, quando fu riassegnato con le unità sorelle alla 1ª Divisione di scorta operante da Moji. A inizio dicembre intraprese la prima missione di scorta a Formosa ma, sulla rotta del rientro s'imbatté nel sommergibile USS Grayback che lo colò a picco (18 dicembre). Il cacciatorpediniere fu distrutto da una forte esplosione e non ci fu alcun sopravvissuto.

## Servizio operativo

### Costruzione
Il cacciatorpediniere Numakaze fu ordinato nell'anno fiscale edito dal governo nipponico nel 1918. La sua chiglia fu impostata nel cantiere navale di Maizuru il 10 agosto 1921 e il varo avvenne il 22 maggio 1922 (il 25 febbraio 1922 secondo un'altra fonte); fu completato il 24 luglio dello stesso anno. Fino ai primi anni 1930 pperò nelle divisioni cacciatorpediniere di prima linea, quando fu rimpiazzato dai più recenti esemplari classe Fubuki.

### La seconda guerra mondiale
Nel 1940-1941 il Nokaze, allora al comando del capitano di corvetta Kamesaburō Yamagami, formò con il Namikaze, il Nokaze e il Kamikaze la 1ª Divisione cacciatorpediniere, che fu assegnata al Distretto di guardia di Ominato responsabile della sicurezza delle acque attorno a Hokkaidō e alle isole Curili. In realtà il Kamikaze, nave ammiraglia, era l'unità eponima della stessa classe, ma la somiglianza di progetto tra questa e le ultime unità tipo Minekaze rendeva possibile far operare insieme le navi. Il 4 dicembre 1941, nell'imminenza dell'attacco di Pearl Harbor, il Nokaze lasciò Ominato e intraprese pattugliamenti e difesa del traffico navale nella vasta area Hokkaidō-isole Curili sino al 25 maggio, quando assieme al resto della 5ª Flotta salpò alla volta delle isole Aleutine, operazione accessoria all'attacco principale su Midway: rimase nel settore per alcune settimane, poi rientrò a Ominato e reiniziò il servizio di vigilanza per lo più attorno a Hokkaidō. Il 1º ottobre, inoltre, intraprese una missione di scorta a un convoglio. Rientrato a Ominato, il 15 novembre passò al comando del capitano di corvetta Keiji Koeu e subito dopo partì per accompagnare un altro convoglio alla remota isola di Attu. Il 16 febbraio 1943 si ormeggiò a Ominato e rimase in revisione per oltre una settimana, poi il 25 prese nuovamente il mare e nei mesi seguenti fu impegnato attorno alle coste di Hokkaidō in funzioni di protezione del traffico navale. Il 15 maggio, però, in vista dell'evacuazione dell'isola di Kiska, fu posto ai diretti ordini della 5ª Flotta e il 2 giugno transitò al comando del capitano di corvetta Takayoshi Yamashita. Quattro giorni dopo, tuttavia, a causa di fitti banchi di nebbia, addivenne a una collisione con il cacciatorpediniere Shirakumo al largo di Capo Lopatka, mentre conduceva un pattugliamento antisommergibile; riuscì a trascinarsi fino alla baia di Kataoka (Shimushu) e qui ricevette interventi d'emergenza.
Il 17 giugno il Numakaze arrivò a Ominato e iniziò un lungo processo di rimessa in efficienza. Il locale arsenale approfittò dei lavori per modificarlo in accordo al suo ruolo di cacciatorpediniere di scorta: perse i cannoni numero 2 e 3, i tubi lanciasiluri a mezzanave, le mitragliatrici leggere, l'apparato sminatore e aggiunse cinque impianti binati di cannoni contraerei Type 96 da 25 mm L/60; a poppa furono sistemati quattro lanciatori di bombe di profondità con complessivi trentasei ordigni. Il dislocamento aumentò un poco e la velocità massima calò a 35 nodi. Il 20 agosto, nel corso del raddobbo, la 1ª Divisione passò sotto la responsabilità del capitano di fregata Yasumasa Watanabe, che selezionò proprio il Numakaze quale sua ammiraglia. L'11 settembre il Numakaze poté finalmente tornare in servizio e dal giorno seguente salpò alla volta delle Curili, per vigilare sul traffico navale d quella zona. A fine novembre ricevette nuovi ordini che lo destinarono molto a sud, a Moji, dove giunse il 3 dicembre: il 5 fu quindi assegnato alla 1ª Divisione di scorta, uno dei reparti dipendenti dal Comando generale scorte che era incaricato di garantire e irrobustire la salvaguardia delle decine di linee di comunicazione marittime giapponesi. Il Numakaze salpò subito in difesa di un convoglio diretto a Formosa, che arrivò a destinazione senza problemi; sulla rotta del ritorno, invece, il convoglio s'imbatté nel sommergibile USS Grayback, che eseguì un riuscito attacco e colò a picco una nave da carico a sud dell'Isola di Okinawa. Il Numakaze fece procedere i vulnerabili mercantili verso Moji e si attardò nella ricerca del battello, ma il Grayback fu capace di far perdere le sue tracce e quindi di lanciare un fascio di quattro siluri che investì in pieno il Numakaze: il cacciatorpediniere saltò in aria e sprofondò subito 50 miglia a est-nord-est di Naha (26°29′N 128°26′E). Nessun membro dell'equipaggio sopravvisse e perì anche il capitano Watanabe.
Il 5 febbraio 1944 il Numakaze fu depennato dai registri della Marina imperiale giapponese.